# Liste von Schillerdenkmälern

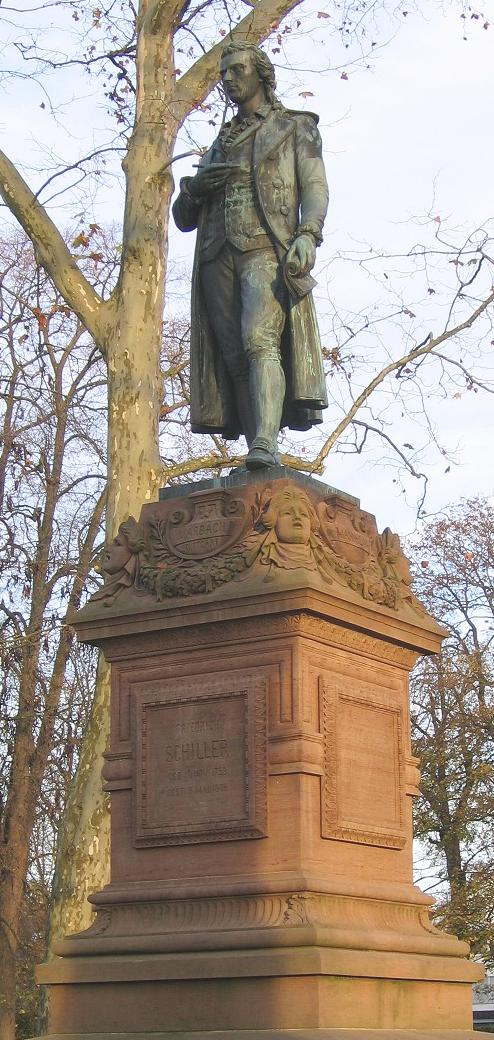
Schillerdenkmal in Marbach am Neckar

Schillerdenkmäler wurden zu Ehren des 1805 verstorbenen Dichters Friedrich Schiller an vielen seiner Wirkungsstätten und vielen weiteren Orten in Deutschland und anderen Ländern errichtet. In der Liste, die keinen Anspruch auf Vollständigkeit erhebt, sind die bekanntesten Denkmale aufgeführt, nicht enthalten sind die zahlreichen Museen, Häuser oder Bäume, die nach dem Dichter benannt wurden, vor allem Schillerlinden und Schillereichen.

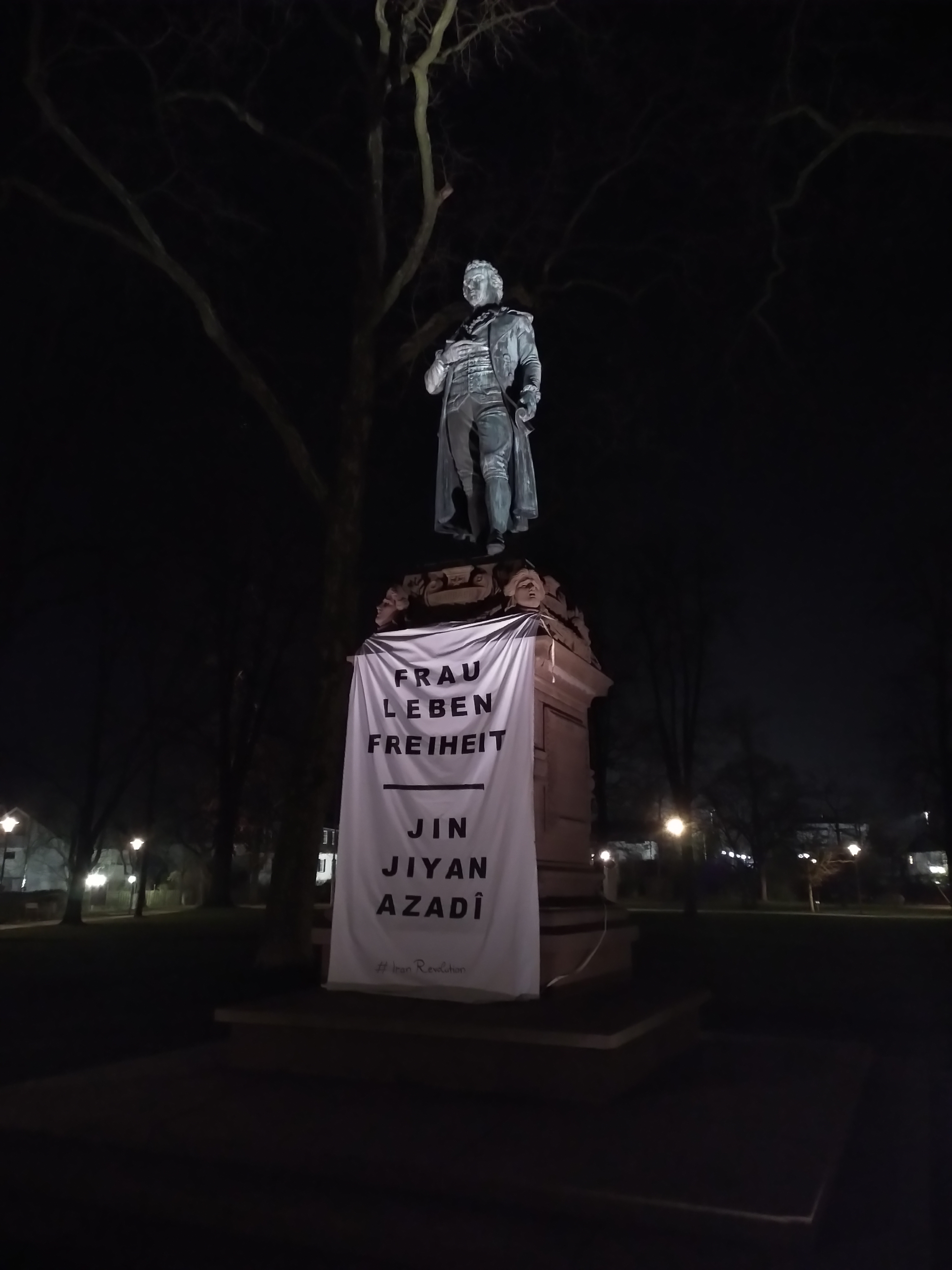
Schillerstatue am 10. Februar 2023 in Marbach am Neckar mit dem Schriftzug Frau Leben Freiheit

## Liste der Schillerdenkmäler

### Deutschland, Schillerdenkmäler
| → Spaltensortierung |
| - Eine Spalte sortieren: das Symbol im Spaltenkopf anklicken. - Nach einer weiteren Spalte sortieren: Umschalttaste gedrückt halten und das Symbol anklicken. - Anfangssortierung: nach dem Ort. |

| Bild | Jahr | Bezeichnung, ggf. Kurzbeschreibung | Ort                                    | Künstler                                   |
| ---- | ---- | --- | -------------------------------------- | ------------------------------------------ |
|      | 1989 | Schillerdenkmal, Stiftung der Familie Jürgen und Barbara Reusch im März 1989                                                                                 | Backnang, Schillerplatz                | unbekannt                                  |
|      | 2005 | Schillergedenkstein Ein großer grob bearbeiteter Granitfindling trägt eine Gedenktafel mit dem Hinweis auf die zwei Besuche Schillers im Ort                 | Bad Lauchstädt, Kurpark                | unbekannt                                  |
|      | 1871 | Schillerdenkmal | Berlin, Gendarmenmarkt                 | Reinhold Begas                             |
|      | 1941 | Schillerdenkmal | Berlin-Wedding, Schillerpark           | Reinhold Begas                             |
|      | 1841 | Schillerstatue | Dresden, Semperoper                    | Ernst Rietschel                            |
|      | 1913 | Schillerdenkmal | Dresden, Albertplatz                   | Selmar Werner                              |
|      | 1913 | Schiller-Körner-Denkmal | Dresden-Loschwitz, Schillerstraße      | Oskar Rassau                               |
|      | 1864 | Schillerdenkmal | Frankfurt am Main, Taunusanlage        | Johannes Dielmann                          |
|      | 1866 | Schillerdenkmal | Hamburg, Gustav-Mahler-Park            | Carl Börner                                |
|      | 1863 | Schillerdenkmal | Hannover, Georgstraße / Schillerstraße | Wilhelm Engelhard                          |
|      | 1905 | Schiller-Büste | Herford, Wilhelmsplatz/Schillerstraße  | Johann Heinrich Dannecker                  |
|      | 1905 | Schillerdenkmal | Irrhain                                |                                            |
|      | 1859 | Schillerdenkmal | Jena, Universitätshauptgebäude         | Johann Heinrich Dannecker                  |
|      |      | Schiller-Gedenkstein | Jena-Wenigenjena                       |                                            |
|      | 1914 | Schillerdenkmal | Leipzig, Schillerpark                  | Johannes Hartmann, August Louis Schmiemann |
|      | 1882 | Schillerdenkmal | Ludwigsburg, Schillerplatz             | Ludwig von Hofer                           |
|      | 1955 | Schillerdenkmal | Ludwigshafen-Oggersheim, Rathaus       | Theo Siegle                                |
|      | 1862 | Schillerplatz | Mainz, Schillerplatz                   | Johann Baptist Scholl                      |
|      | 1862 | Schillerdenkmal | Mannheim, Schillerplatz                | Karl Cauer (1828–1867)                     |
|      | 1876 | Schillerplatz | Marbach am Neckar, Schillerhöhe        | Ernst Rau                                  |
|      | 1863 | Schillerdenkmal | München, Maximiliansplatz              | Max von Widnmann                           |
|      | 1909 | Schillerdenkmal | Nürnberg, Stadtpark                    | Adolf von Hildebrand                       |
|      | 1959 | Schillerdenkmal – zum 200. Geburtstag Schillers umgewidmetes, ehemaliges Denkmal für die im Ersten Weltkrieg gefallenen Mitglieder des Plauener Sängerbundes | Plauen                                 | unbekannt                                  |
|      | 1911 | Schillerstein | Ravensburg, beim Konzerthaus           | unbekannt                                  |
|      | 1905 | Schillerdenkmal | Regensburg, Schillerwiese              | unbekannt                                  |
|      |      | Schillergedenkstein | Rudolstadt, Albert-Lindner-Straße      |                                            |
|      | 1830 | Schillerbüste | Rudolstadt-Volkstedt, Schillershöhe    | Nachguss Johann Heinrich Dannecker         |
|      | 1839 | Schillerdenkmal | Stuttgart, Schillerplatz               | Bertel Thorvaldsen                         |
|      | 1913 | Schillerdenkmal | Stuttgart, Staatstheater               | Adolf von Donndorf                         |
|      | 1857 | Goethe-Schiller-Denkmal | Weimar, Theaterplatz                   | Ernst Rietschel                            |
|      | 1905 | Schillerdenkmal | Wiesbaden, Hessisches Staatstheater    | Joseph Uphues                              |

### Deutschland, Schillertürme
- Schillerturm (Herrnsheim), siehe Worms-Herrnsheim
- Schillerturm (Dessau) in Dessau-Roßlau, siehe Liste der Bismarcktürme in Sachsen-Anhalt
- Schillerturm (Oberursel) in Oberursel

### Österreich
- Schillerdenkmal in Salzburg

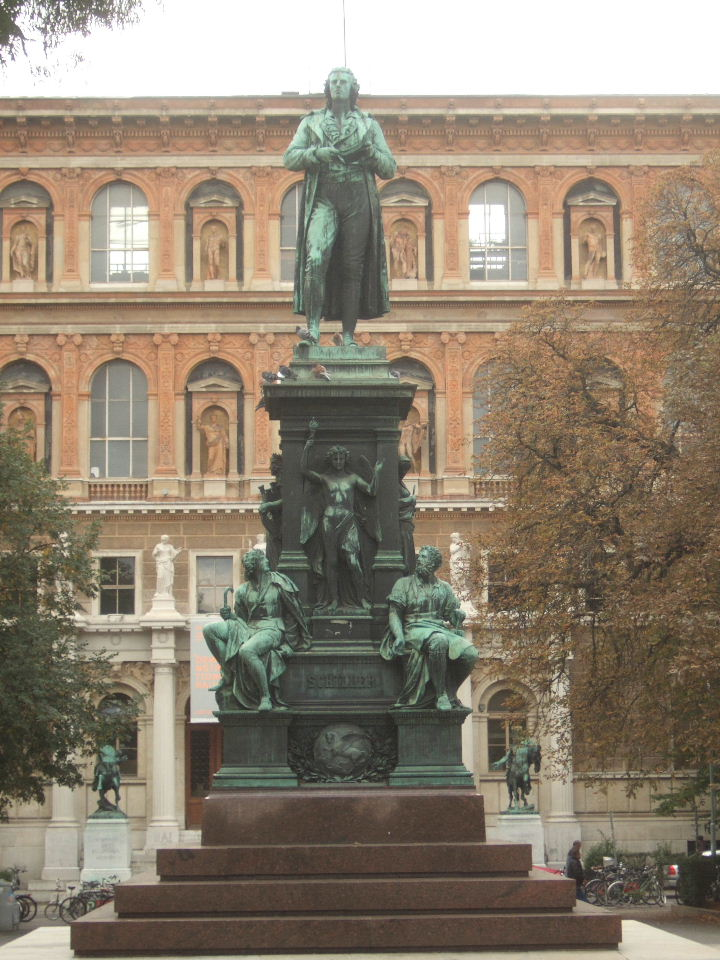
Schillerdenkmal in Wien

- Schillerdenkmal in St. Veit an der Glan (1905)[8]
- Schillerdenkmal in Wien (1876)

### Polen
- Schillerdenkmal in Breslau (1905)

### Russland
- Schiller-Denkmal in Kaliningrad (früher Königsberg in Ostpreußen) (1910)

### Schweiz
- Schillerstein am Vierwaldstättersee (1859)

### Tschechien
- Schiller Gedenktafel in Aš (existiert nicht mehr)
- Schillerdenkmal in Cheb (Eger)
- Schillerdenkmal in Mährisch Trübau (1906)[9]
- Schillerstein bei Zlabings

### Volksrepublik China
- Schillerdenkmal in Tongling, Provinz Anhui (1994)

### Vereinigte Staaten

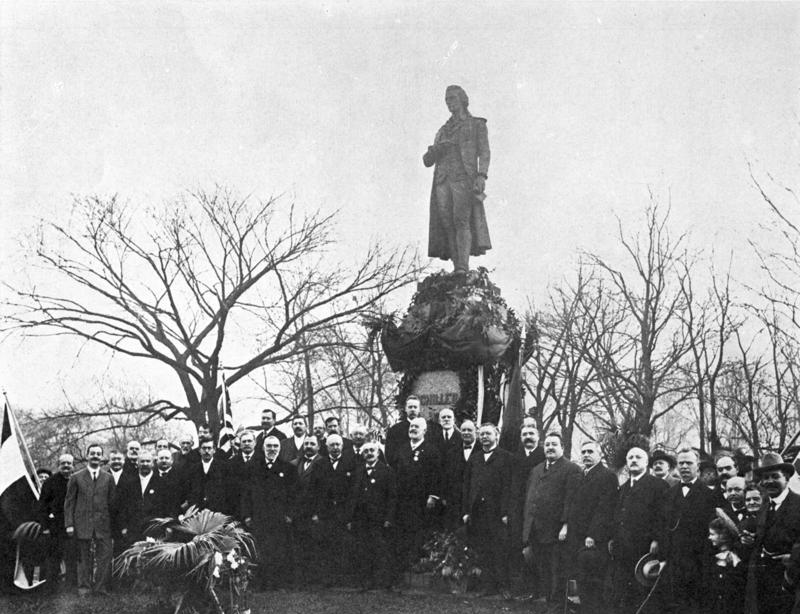
Schillerdenkmal 1925 in Chicago

Wenn nichts anderes angegeben ist, sind diese Denkmäler in Smithsonian Institution Collections Search Center aufgeführt.
- Schillerdenkmal in Chicago (1886)
- Goethe- und Schiller-Denkmal in Cleveland (1907)
- Schillerdenkmal in Columbus (1891)
- Schillerdenkmal in Detroit (1908)
- Goethe- und Schiller-Denkmal in Milwaukee (1908)
- Schillerdenkmal im Central Park in Manhattan, New York (1859)
- Schillerdenkmal in Omaha (1905)[11]
- Schillerdenkmal in Philadelphia (1886)
- Schillerdenkmal in Rochester (1907)
- Goethe- und Schiller-Denkmal im Golden Gate Park in San Francisco (1901)
- Schillerdenkmal in St. Louis (1898)
- Schillerdenkmal in St. Paul (1907)
- Goethe- und Schiller-Denkmal in Syracuse (1911)